# ایوانا خیلکووا
ایوانا خیلکووا (چکی: Ivana Chýlková؛ زادهٔ ۲۷ سپتامبر ۱۹۶۳) بازیگر اهل جمهوری چک است.
از فیلم‌ها یا مجموعه‌های تلویزیونی که وی در آن‌ها نقش داشته‌است می‌توان به سه برادر، فرشته تبهکار و قربانیان و قاتلان اشاره نمود.